# لیتونویل (کالیفرنیا)
لیتونویل (به انگلیسی: Laytonville) یک منطقهٔ مسکونی در ایالات متحده آمریکا است که در شهرستان مندوسینو، کالیفرنیا واقع شده‌است. لیتونویل ۱۴٫۰۷۲ کیلومتر مربع مساحت و ۱٬۲۲۷ نفر جمعیت دارد و ۵۰۹ متر بالاتر از سطح دریا واقع شده‌است.